# Сергеев, Владислав Александрович
Владисла́в Алекса́ндрович Серге́ев (род. 1 мая 1938, д. Кузьминское, Тутаевский район, Ярославская область, СССР) — советский и российский художник-живописец, график. Член Союза художников СССР (с 1992 года — Союз художников России), заслуженный художник РСФСР (1977). Награждён орденом «За заслуги в культуре и искусстве» (2022) и орденом Почёта (1999).

## Биография
Родился 1 мая 1938 года в деревне Кузьминское Тутаевского района Ярославской области. В начале Великой Отечественной войны остался сиротой, воспитывался бабушкой по линии отца, а затем в детском доме при нефтеперерабатывающем заводе им. Д. И. Менделеева. В 1951 году был переведён в специализированный детский дом музыкально-художественного воспитания для одаренных детей в Ярославле, где достиг успехов в изобразительном искусстве в художественной школе при Ярославском художественном училище. В 1953 году получил I премию на Всесоюзной выставке детского творчества.
С 1954 по 1959 год учился в Ярославском художественном училище у Амира Мазитова, П. Крохоняткина, А. Кичигина и М. Севастьянкина. После служил в армии в батальоне связи Генерального штаба в Москве, затем был переведён на положение художника и серьёзно занялся графикой. В 1962 году работал художником-оформителем на Ново-Ярославском нефтеперерабатывающем заводе и принял участие в первой взрослой выставке.
В 1963 году переехал в Череповец Вологодской области, на родину родителей, где устроился в Череповецкий филиал Вологодского отделения Художественного фонда РСФСР. В 1965 году отправился в Ферапонтово для создания пейзажей с натуры, и в результате поселился в деревне Загорье на Цыпиной горе. В гостях у него бывали Николай Рубцов, Василий Белов, Виктор Коротаев и другие вологодские поэты и писатели, книги которых стал иллюстрировать художник.
В 1968 году был принят в члены Союза художников СССР. В 1977 Сергееву присвоено почётное звание «Заслуженный художник РСФСР». С 1983 по 1990 год руководил молодежной студией Череповецкого отделения Вологодской организации Союза художников РСФСР.
В 2022 году Вологодское отделение Союза художников России выдвинуло Владислава Сергеева на присвоение почётного звания «Народный художник России».

## Творчество
В гравюрах Сергеева, наряду с красотой и изысканностью штриха и линий, пожалуй, ещё больше поражало огромное композиционное дарование, умение сделать композицию очень цельной.
Творческий путь начал с живописи. Создал серию работ, посвящённых Кирилло-Белозерскому и Ферапонтову монастырям.
В 1960-х годах под влиянием директора Вологодской областной картинной галереи, искусствоведа Семёна Ивенского, Сергеев увлёкся гравюрой и ксилографией. Первой работой стала ксилография «Христос», нарезанная на яблоневой доске. Всего выполнил более двухсот станковых гравюр, книжных иллюстраций и несколько десятков экслибрисов. Проиллюстрировал более десятка книг: поэтические сборники Николая Рубцова «Последний пароход» (1973), «Подорожники» (1975) и «Видения на холме» (1990), Виктора Коротаева «Солнечная сторона» (1975) и «Чаша» (1978), Александра Романова «Северные поэмы» (1979), Анатолия Жигулина «Полынный ветер», а также антологию русской и советской поэзии «Мать». 
В начале 1980-х годов у художника появилась аллергия на самшит, который является основным материалом ксилографии, поэтому он переключился на работу с акварелью и маслом в жанрах пейзажа и портрета. Среди известных работ художника — портреты губернатора Вологодской области Вячеслава Позгалева, живописца Василия Верещагина, поэтов Николая Рубцова и Игоря Северянина.
Участник выставок с 1963. Персональные выставки проходили в Тренто (Италия, 1971), Синт-Никласе (Бельгия, 1974), Раахе (Финляндия, 1984), Москве, Вологде, Череповце и Кириллове. Также участвовал в тематических, зональных, всесоюзных и зарубежных выставках.
Работы художника находятся в собраниях Третьяковской галереи, Вологодской областной картинной галереи, Череповецкого музейного объединения, Картинной галерее Е. М. Лунина в Череповце, музеях и галереях Вологодской области, Архангельска, Перми, Петрозаводска, Кирова, Сыктывкара, Ярославля и других городов, а также в частных коллекциях в России и за рубежом.
В 2009 году написал по заказу для посольства Ватикана в Москве портреты папы Бенедикта XVI и папы Иоанна XXIII.

## Награды и звания
- Заслуженный художник РСФСР (1977[12])
- Орден Почёта (26 января 1999 года) — за заслуги в области культуры и искусства, большой вклад в укрепление дружбы и сотрудничества между народами, многолетнюю плодотворную работу[3]
- Орден «За заслуги в культуре и искусстве» (19 октября 2022 года) — за большой вклад в развитие отечественной культуры и искусства, многолетнюю плодотворную деятельность[2]